# 東京建築専門学校
東京建築専門学校（とうきょうけんちくせんもんがっこう）は、日本の専修学校で建築学科単科の学校。全国専門学校建築教育連絡協議会に加入していた。 

## 沿革
- 1947年（昭和22年） - 創立。
- 2010年（平成22年） - 閉校。卒業証明書等の発行業務は新宿区役所に移管された[1]。

## 所在地
東京都新宿区喜久井町11-1
- 早稲田町・早稲田鶴巻町にも校舎が存在した。

## 出身者
- 直江喜一（俳優）